# بدمینتون گلوکسترشایر
بدمینتون گلوکسترشایر (به انگلیسی: Badminton) یک روستا و محله مدنی در بریتانیا است که در South Gloucestershire واقع شده‌است. بدمینتون گلوکسترشایر ۲۷۱ نفر جمعیت دارد.